# Фрутпорт (Мічиган)
Фрутпорт (англ. Fruitport) — селище (англ. village) в США, в окрузі Маскігон штату Мічиган. Населення — 1103 особи (2020).

## Географія
Фрутпорт розташований за координатами 43°7′32″ пн. ш. 86°9′22″ зх. д. / 43.12556° пн. ш. 86.15611° зх. д. (43.125520, -86.156144).  За даними Бюро перепису населення США в 2010 році селище мало площу 2,63 км², з яких 2,35 км² — суходіл та 0,28 км² — водойми.

## Демографія
Згідно з переписом 2010 року, у селищі мешкали 1093 особи в 440 домогосподарствах у складі 312 родин. Густота населення становила 415 осіб/км².  Було 476 помешкань (181/км²).
Расовий склад населення:
| - 95,8 % — білих - 1,5 % — чорних або афроамериканців - 0,4 % — азіатів - 0,2 % — корінних американців - 1,1 % — осіб інших рас |

До двох чи більше рас належало 1,1 %. Частка іспаномовних становила 2,0 % від усіх жителів.
За віковим діапазоном населення розподілялося таким чином: 22,5 % — особи молодші 18 років, 61,2 % — особи у віці 18—64 років, 16,3 % — особи у віці 65 років та старші. Медіана віку мешканця становила 43,6 року. На 100 осіб жіночої статі у селищі припадало 100,9 чоловіків;  на 100 жінок у віці від 18 років та старших — 94,7 чоловіків також старших 18 років.
Середній дохід на одне домашнє господарство  становив 61 146 доларів США (медіана — 44 700), а середній дохід на одну сім'ю — 72 000 доларів (медіана — 52 692). Медіана доходів становила 43 869 доларів для чоловіків та 31 696 доларів для жінок. За межею бідності перебувало 14,3 % осіб, у тому числі 19,3 % дітей у віці до 18 років та 1,4 % осіб у віці 65 років та старших.
Цивільне працевлаштоване населення становило 647 осіб. Основні галузі зайнятості: виробництво — 23,8 %, освіта, охорона здоров'я та соціальна допомога — 22,3 %, роздрібна торгівля — 12,1 %, мистецтво, розваги та відпочинок — 10,8 %.